# Şapcı, Mustafakemalpaşa
Şapçı là một xã thuộc huyện Mustafakemalpaşa, tỉnh Bursa, Thổ Nhĩ Kỳ. Dân số thời điểm năm 2011 là 254 người.